# Juwal Rafael
Juwal Rafael (hebr. ‏יובל רפאל‎; 5 listopada 2000 w Ra’anannie) – izraelska piosenkarka. Reprezentantka Izraela w 69. Konkursie Piosenki Eurowizji (2025).

## Życiorys
Urodziła się w Ra’anannie jako córka Liaty i Tzvika Rafaelów. Juwal jest siostrzenicą bizneswoman Ronit Rafael, właścicielki firmy kosmetycznej L-Raphael. W wieku sześciu lat przeprowadziła się z rodzicami do Szwajcarii, gdzie mieszkali przez trzy lata. 7 października 2023 przeżyła masakrę na festiwalu muzycznym w Re’im, której dokonali bojownicy Hamasu. Po zamachu wygłosiła przemówienie przed Radą Praw Człowieka Organizacji Narodów Zjednoczonych, w którym opisała swoje przeżycia z ataków.
19 listopada 2024 wzięła udział w przesłuchaniach do talent show Ha-Kochaw Ha-Ba, a 22 stycznia 2025 zwyciężyła w finale programu, dzięki czemu otrzymała prawo do reprezentowania Izraela w 69. Konkursie Piosenki Eurowizji w Bazylei. 3 marca 2025 ujawniono konkursowy utwór „New Day Will Rise”. 15 maja wystąpiła w drugim półfinale i awansowała do finału. 17 maja w finale wystąpiła jako czwarta w kolejności i zajęła 2. miejsce zdobywszy łącznie 357 punktów, w tym 60 pkt od jury (15. miejsce) i 297 pkt od widzów (1. miejsce).

## Dyskografia

### Single
| Rok  | Tytuł               | Najwyższe pozycje na listach | Najwyższe pozycje na listach | Album |
| Rok  | Tytuł               | ISR                          | ISR Dom. Air.                | Album |
| ---- | ------------------- | ---------------------------- | ---------------------------- | ----- |
| 2025 | „New Day Will Rise” | 13                           | 1                            | –     |